# باربارا در
باربارا در (انگلیسی: Barbara Dare؛ زاده ۲۷ فوریهٔ ۱۹۶۳) بازیگر پورنوگرافی اهل ایالات متحده آمریکا است.